# The Chemical Brothers
The Chemical Brothers (з англ. — «Хімічні брати») — англійський гурт електронної музики, що складається з двох осіб — Тома Роулендса та Еда Саймонса. Іноді їх ще називають Chemical Tom (укр. Хімічний Том) та Chemical Ed (укр. Хімічний Ед). Початково називалися «The Dust Brothers» на честь музичних продюсерів зі США такої ж назви (Dust Brothers). Пізніше, однак, через юридичні проблеми змушені були змінити назву у 1995. Разом з проектами The Prodigy, Fatboy Slim, The Crystal Method та іншими менш відомим, вважаються піонерами біг-біту. Відомі також якісними виступами наживо. Їхня композиція «Let Forever Be» використана як звукова доріжка до фільму «Матриця».

## Дискографія

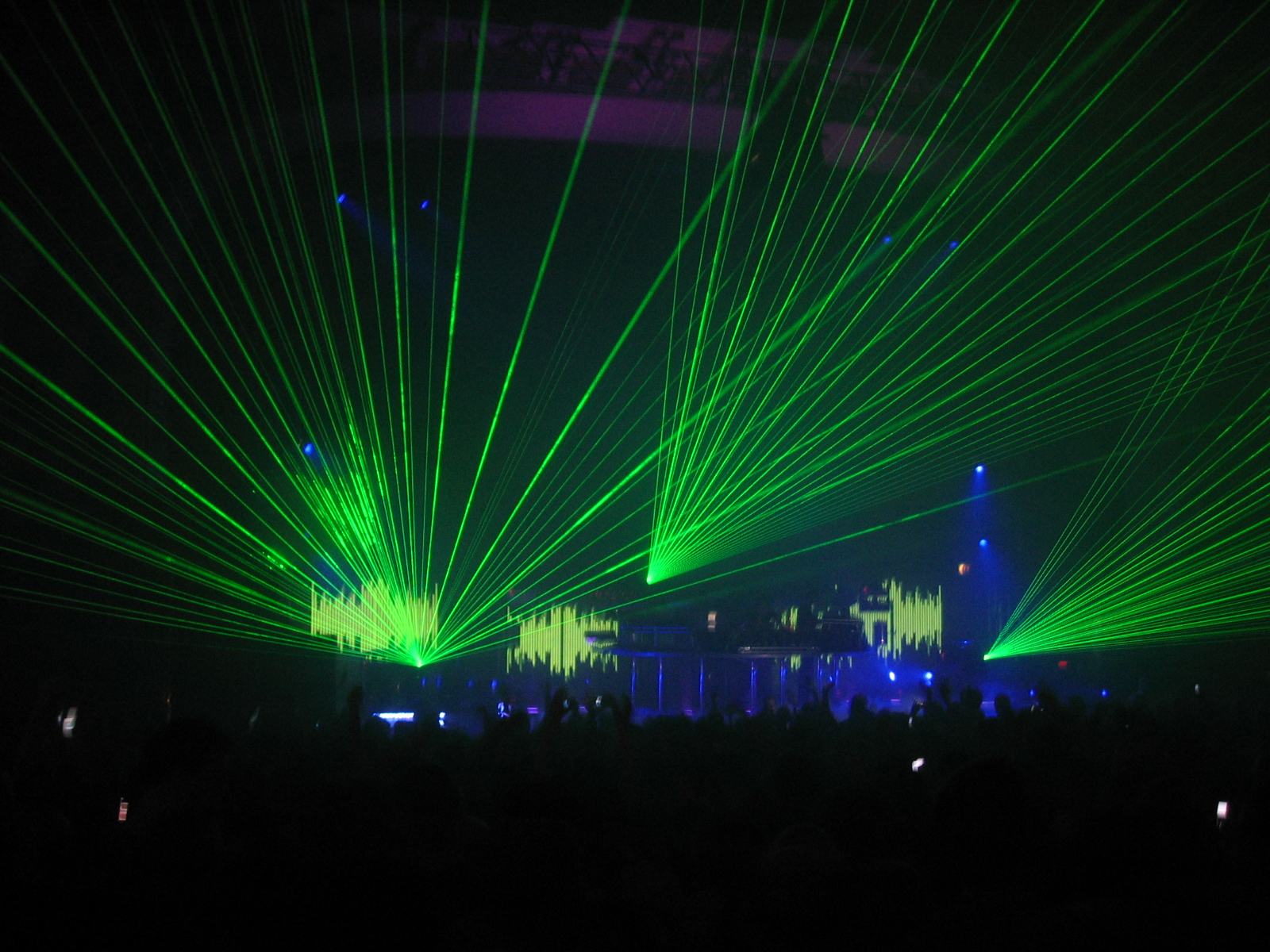
Концерт The Chemical Brothers, 2005 р.

### Альбоми
- Exit Planet Dust (1995) #9 UK
- Dig Your Own Hole (1997) #1 UK, #14 US
- Surrender (1999) #1 UK, #32 US
- Live in Sydney (2000)
- American (2002) (US only)
- Come with Us (2002) #1 UK, #32 US
- Push The Button (2005) #1 UK, #59 US
- We Are The Night (2007)
- Further (2010)
- Born in the Echoes (2015)
- No Geography (2019)
- For That Beautiful Feeling (2023)

### Компіляції
- Live at the Social Volume 1 (1996)
- Brother's Gonna Work It Out (1998) #7 UK (In The Compilations Chart), #95 US
- Singles 93-03 (2003) #9 UK

### Сингли
З Exit Planet Dust:
- 1995 «Leave Home» #17 UK
- 1995 «Life is Sweet» #25 UK

Spoza albumów:
- 1996 «Loops of Fury EP» #13 UK

З Dig Your Own Hole:
- 1996 «Setting Sun» #1 UK, #80 US (1997 release)
- 1997 «Block Rockin' Beats» #1 UK
- 1997 «Elektrobank» #17 UK
- 1997 «The Private Psychedelic Reel» (chart ineligible EP)

З Surrender:
- 1999 «Hey Boy Hey Girl» #3 UK
- 1999 «Let Forever Be» #9 UK
- 1999 «Out of Control» #21 UK
- 2000 «Music:Response» (chart ineligible EP)

З Come With Us:
- 2001 «It Began in Afrika» #8 UK
- 2002 «Star Guitar» #8 UK
- 2002 «Come with Us/The Test» #14 UK

З Born in the Echoes:
- 2015 «Sometimes I Feel So Deserted»

## Цікаві факти
У творі «The Test» (альбом Come with Us) гурт використав семпл з пісні Чеслава Нємена «Pielgrzym».